# Antheua radiata
Antheua radiata är en fjärilsart som beskrevs av George Thomas Bethune-Baker 1911. Antheua radiata ingår i släktet Antheua och familjen tandspinnare. Inga underarter finns listade i Catalogue of Life.